# Finn Carling

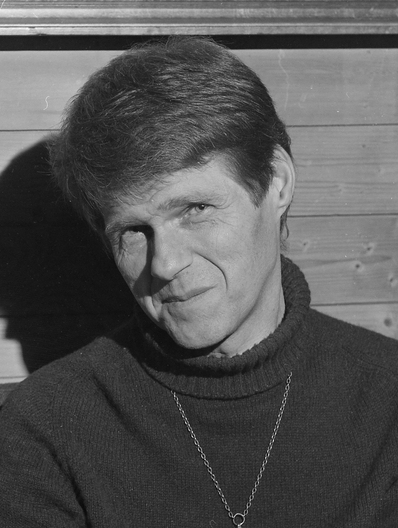
Finn Carling, 1974

Finn Carling (* 1. Oktober 1925 in Oslo; † 12. März 2004 ebenda) war ein norwegischer Schriftsteller.
Carlings erstes Schauspiel „Die Glaskugel“ erschien 1949. Er schrieb weitere autobiographische Romane und Novellen.

## Werke
Auf Deutsch sind von Carling bislang übersetzt und in unterschiedlichen Verlagen erschienen:
- Geparden (dt. 1999)
- Liebesbriefe an einen Toten (dt. 1996)
- Fabel X (dt. 1991)